# Elizabeth Cady Stanton
Elizabeth Cady Stanton, född 12 november 1815 i Johnstown i New York, död 26 oktober 1902 i New York i New York, var en amerikansk reformator och ledare för suffragettrörelsen.

## Biografi
Elizabeth Cady var dotter till advokat Daniel Cady, domare i New York, en rättsinnig man, som ansåg det viktigt även för kvinnor att erhålla utbildning. Han skickade sin dotter till Mrs. Willard's, en av de få goda skolorna i trakten. Hon tillbringade mycket tid på sin fars advokatkontor, där hon lyssnade till de förtvivlade kvinnor som kom till hans kontor med sina problem. Det var ofta bondhustrur, vars män hade supit upp sin arbetsförtjänst, och när kvinnan yrkade på skilsmässa fick männen likväl disponera över kvinnans anspråkslösa tillgångar och fick dessutom ensamrätt till vårdnaden om barnen. Hennes far var en godhjärtad man, som ofta öppnade sin egen plånbok för att hjälpa de arma kvinnorna.
Genom sin kusin, Gerrit Smith gick Cady Stanton med i Nykterhetsrörelsen och sin blivande man Henry Brewster Stanton. Stanton var med i antislaverirörelsen och de gifte sig 1840 och for på bröllopsresa till Europa.

### Anti-slaverikongressen i London
1840 deltog hon i Internationella Antislaverikongressen  i London. De från USA tillresta kvinnliga abolitionisterna fick efter ankomsten till London veta, att de som kvinnor inte fick ta någon officiell del i förhandlingarna, utan endast närvara som åhörare. Denna upplevelse gjorde att Cady Stanton bestämde sig för att "göra en framstöt för att hjälpa sina landsmaninnor". Hon och hennes kvinnliga vänner hade arbetat lika hårt som männen för slaveriets avskaffande, och hon kände en djup förbittring över att diskrimineras på grund av sitt kön. I London träffade hon veteranen och kväkaren Lucretia Mott och det blev starten för suffragettrörelsen i USA.

### Boston
Efter återkomsten från Europa studerade Henry Stanton juridik hos svärfar. Efter examen flyttade paret till Boston. Cady Stanton trivdes med det sociala, politiska och intellektuella livet i Boston. Hon inspirerades av aktivister såsom Frederick Douglass, William Lloyd Garrison, Louisa May Alcott, Ralph Waldo Emerson och Angelina Grimké Weld. Hennes tre första barn föddes i Boston, men hennes mans hälsa blev sämre och 1847 flyttade paret till Seneca Falls där Daniel Cady ägde ett hus.

### Konferensen i Seneca Falls
Tillsammans med Lucretia Mott arrangerade hon Konferensen i Seneca Falls. Detta möte 1848 betraktas som den amerikanska kvinnorörelsens födelse.
Cady Stanton ansåg att Bibeln var en av de främsta källorna till fördomar mot hennes sak och att den mer än något annat litterärt verk bar skulden för de orättvisor kvinnor utsattes för. Männen sökte i Bibeln moraliskt stöd för sitt tyranniserande av kvinnan och skyllde sitt sätt att behandla kvinnorna på sin tro att det var förordat av Gud i Bibeln.
Under konferensen utarbetades Declaration of Rights and Sentiments, ett dokument som byggde på USA:s självständighetsförklaring.

### Suffragettrörelsen och senare år

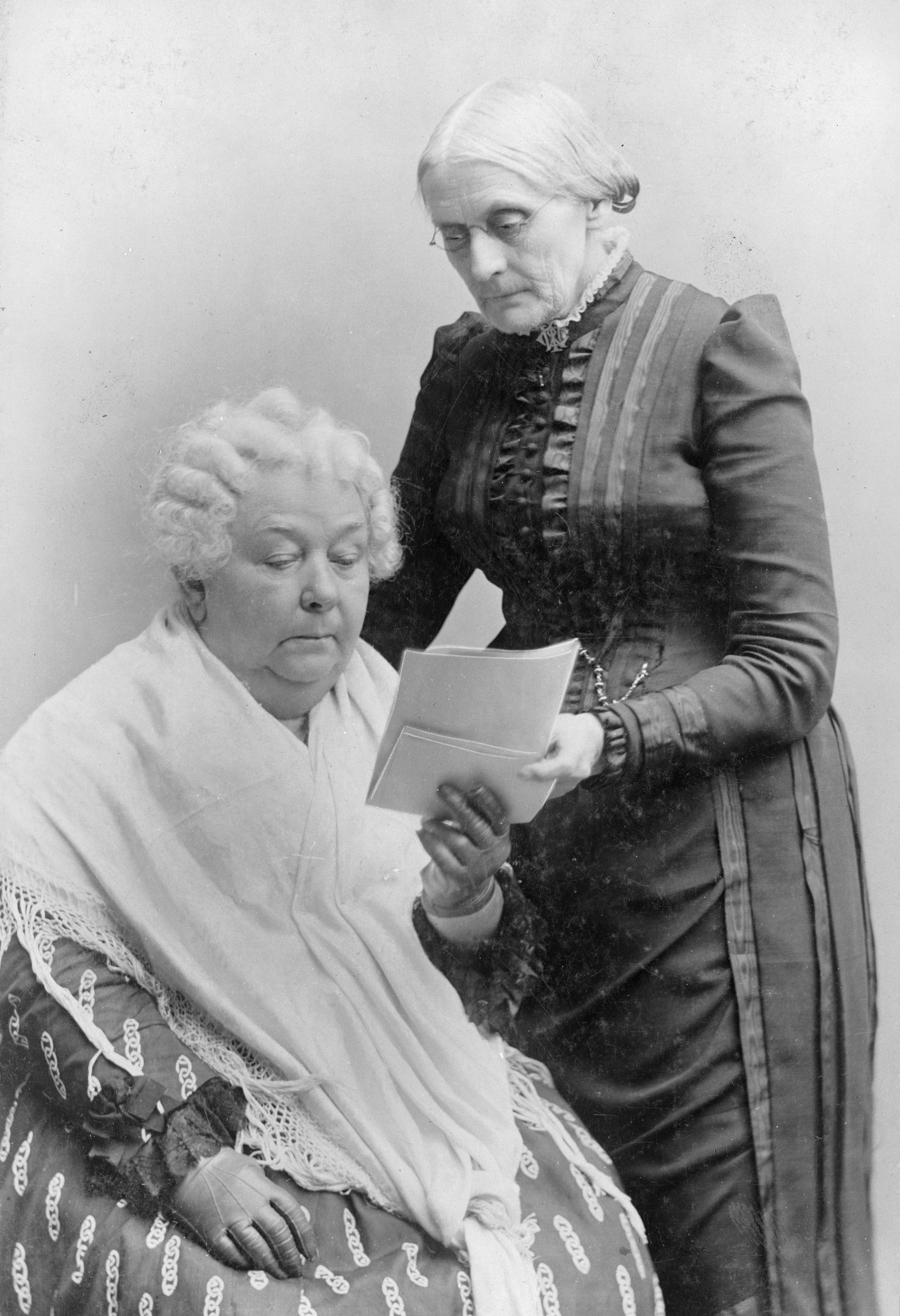
Elizabeth Cady Stanton och Susan B. Anthony.

Från slutet av 1850-talet började hon samarbeta med Susan B. Anthony. Tillsammans lyckades de 1860 få ett lagförslag antaget i staten New York, som gav kvinnan rätt att förutom att inneha egendom, också förfoga över sin egen arbetsförtjänst, inleda process och vid sin makes död ha samma rättigheter som denne hade haft om hans hustru hade avlidit före honom.
Cady Stanton och Susan B. Anthony grundade 1869 National Woman Suffrage Association.
Med åren kom Cady Stanton att förlora intresset för kvinnlig rösträtt, även om hon fortsatte att tro på "de bildades rösträtt", som hon uttryckte det. Istället ägnade hon sig åt sin kampanj mot organiserad religion. På 1890-talet författade hon ett verk i flera band, Kvinnans bibel. Boken, som väckte bestörtning såväl inom kyrkan som bland allmänheten, var en kritik av de kapitel i Bibeln som Cady Stanton betraktade som förnedrande för kvinnan.

## Eftermäle
Cady Stanton dog i en hjärtattack den 26 oktober 1902, 18 år innan kvinnor fick rösträtt i USA. Hon hedras med en staty i Kapitolium tillsammans med Lucretia Mott och Susan B. Anthony. !948 utgavs ett frimärke med henne, Chapman Catt och Mott. Hennes hem i Seneca Falls har blivit ett Nationellt historiskt minnesmärke.
Nedslagskratern Stanton på planeten Venus är uppkallad efter henne.

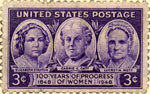
Carrie Chapman Catt, Elizabeth Cady Stanton och Lucretia Mott
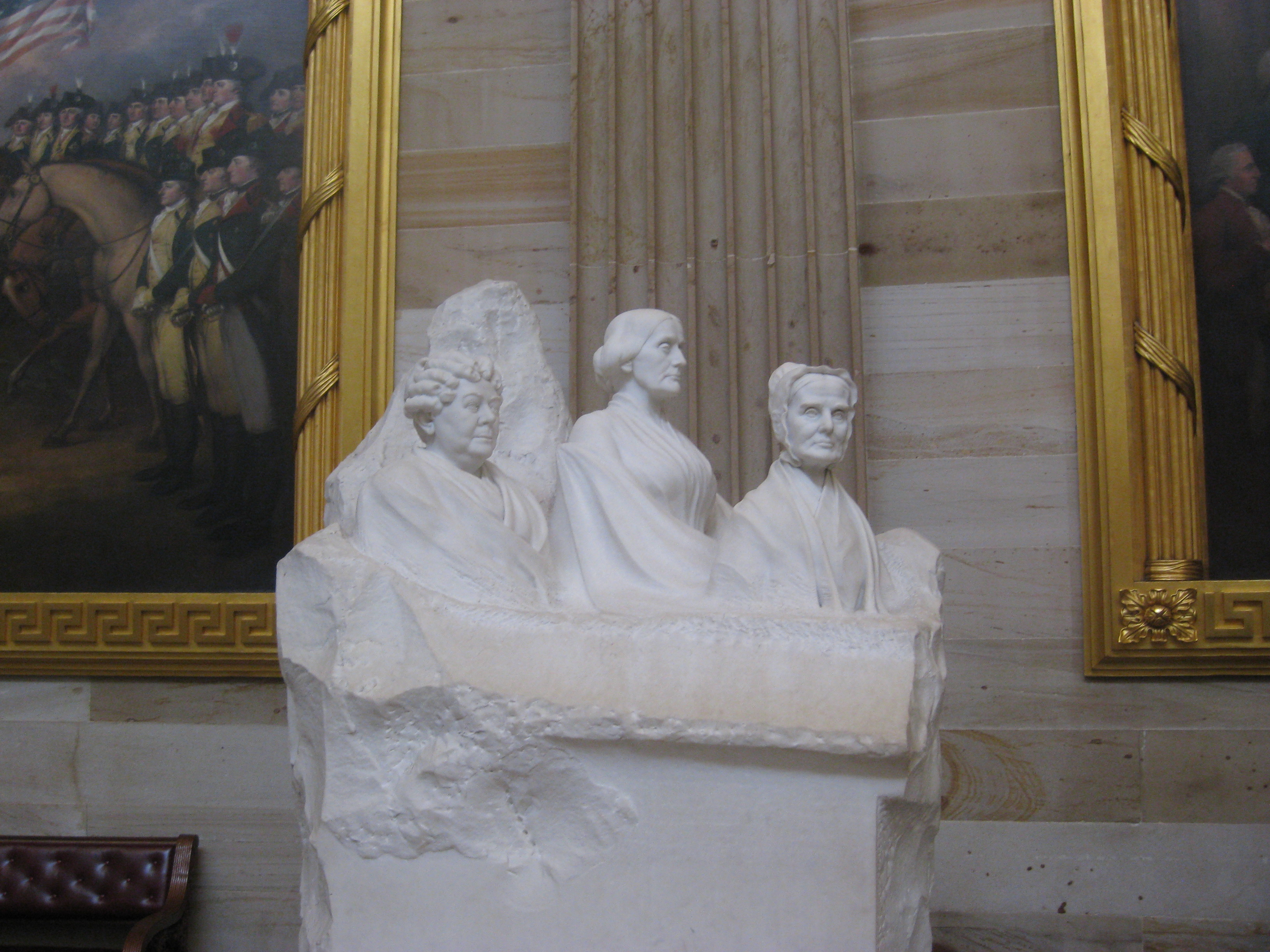
Skulptur med Cady Stanton, Anthony och Mott i Kapitolium